# Gametis
Gametis — род жуков-бронзовок из семейства пластинчатоусых (Scarabaeidae).

## Описание
К роду относятся небольшие жуки с довольно широким, немного суженным назад телом. Большей частью покрыты матовым налетом на верхней стороне (при его отсутствии верхняя сторона тела блестящая). Окраска различна: черная, зеленая, медно-красная, нередко с крупными желтыми или красными пятнами, или с преобладанием красного цвета, часто с кругловатыми белыми пятнышками на верхней стороне. Голова небольшая, наличник продолговатый. Переднеспинка слабо поперечная, имеет наибольшую ширину у основания. Щиток довольно большой, продолговато-треугольной формы. Надкрылья со слабыми ребрами, слегка приподнятым шовным промежутком. Пигидий мало выпуклый, покрытый густыми  морщинками и длинными волосками, белыми пятнами.

## Виды
К роду относятся виды, распространённые от Камчатки и Командорских островов, в Приамурье и Приморье, Китае, включая Тайвань, Индии (кроме ее западных регионов), на Шри-Ланке, Корейском полуострове и Японских островах.

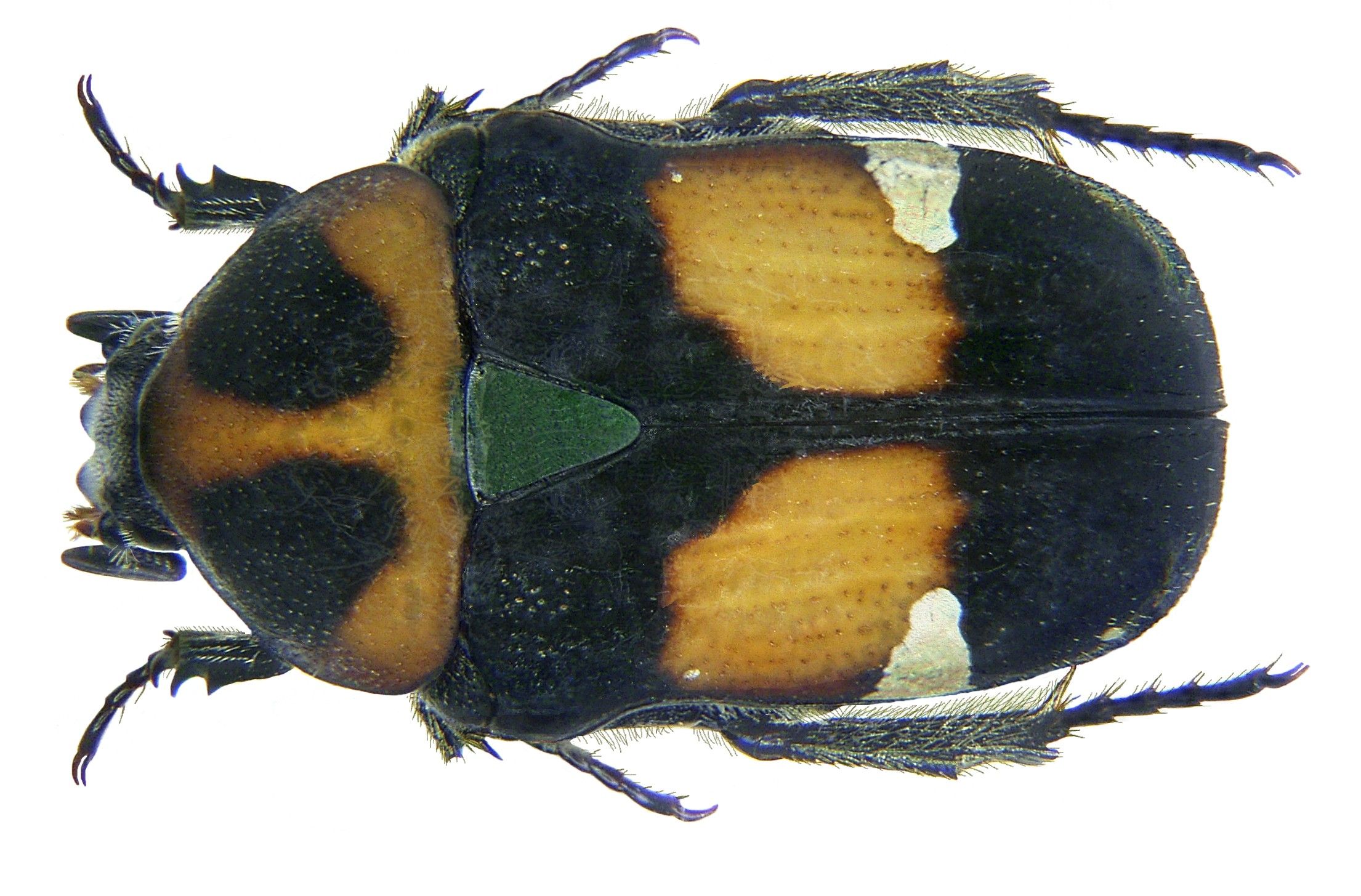
Gametis bealiae

- Gametis andrewesi
- Gametis bealiae
- Gametis forticula
- Gametis histrio
- Gametis incongrua
- Gametis jucunda
- Gametis plagiata
- Gametis versicolor